# Helius (Helius) pallirostris
Helius (Helius) pallirostris is een tweevleugelige uit de familie steltmuggen (Limoniidae). De soort komt voor in het Palearctisch gebied.